# Pasta Nussa
Pasta Nussa es el nombre de un producto del grupo empresarial alemán Krüger. Esta pasta de avellana y cacao recibe este nombre de la combinación de la palabra latina Pasta, materia untable, con la palabra Nuss que en alemán significa nuez.
Existen dos variedades. Una hecha totalmente con avellanas y cacao. La otra, denominada Pasta Nussa Duo, combina esta preparación con leche condensada, a imitación de los huevos sorpresa Kinder.